# PC Speaker
PC Speaker (po ang. głośnik PC) – najstarszy system dźwiękowy w komputerach osobistych. Składa się z jednego głośnika, zazwyczaj przytwierdzonego do obudowy. Wymyśliła i wyprodukowała go firma IBM – pierwszym komputerem wyposażonym w głośnik był PC 5150 (sierpień 1981 roku). Faktycznie był używany w grach oraz innych aplikacjach, zanim w 1990 r. pojawiły się bardziej zaawansowane technologicznie karty dźwiękowe o nazwie Sound Blaster firmy Creative Technology, które były przeznaczone do podłączenia do płyty głównej przez szynę danych typu ISA. Jednakże jeszcze przez kilka lat po tym, jak karty dźwiękowe stawały się coraz popularniejsze i szeroko dostępne, producenci gier tworzyli dźwięki i muzykę dla PC Speakera po to, by nie tracić klientów, którzy nie mieli kart dźwiękowych. Było to po części spowodowane faktem, że karty dźwiękowe początkowo nie miały standardów i były w znacznym stopniu niezgodne między sobą. PC Speaker był jedynym systemem dźwiękowym, który można było uznać za uniwersalny.
PC speaker charakteryzuje się niemożnością grania więcej niż jednego tonu naraz. Z tego powodu często był nazywany beeperem (buczkiem), szczególnie, gdy karty muzyczne stały się powszechnie dostępne. Innym określeniem jest głośniczek systemowy. Pomimo swoich ograniczeń, PC speaker zaczął być używany w niekonwencjonalny sposób do kreowania wrażenia muzyki polifonicznej bądź efektów dźwiękowych w grach komputerowych, takich jak seria gier przygodowych firmy LucasArts w połowie lat 90. Niektóre programy, takie jak MP (Module Player, 1989), ScreamTracker, Impulse Tracker, a nawet sterowniki Microsoft Windows mogły grać 4-bitowy dźwięk PCM za pomocą PC speakera, z użyciem modulacji szerokości impulsu (PWM). Jednakże ze względu na to, w jaki sposób PC speaker jest sterowany, te efekty często powodują zauważalne spowolnienie i zazwyczaj nie działają w komputerach, które są szybsze niż te, dla których program był pierwotnie napisany.
Wszystkie nowoczesne systemy operacyjne zawierają API z rdzennym dźwiękiem tak, że aplikacje nie muszą już znać specyfiki każdej karty dźwiękowej. Równocześnie, używanie sprzętu dźwiękowego wysokiej jakości stało się powszechne. Obecnie, PC speaker używany jest tylko do sygnałów ostrzegawczych niskiego poziomu takich jak błędy przy uruchamianiu, chociaż mogą ciągle być wykorzystane w pełni, gdy zachodzi taka potrzeba, tak długo jak nie są zredukowane do miniaturowego głośnika piezoelektrycznego, którego własności akustyczne są tak różne od zwykłego głośnika z papierową membraną, że większość zwykłych „sztuczek” pseudopolifonicznych nie brzmi należycie.